# Bootsy Thornton
Marvis Linwood "Bootsy" Thornton III (ur. 30 lipca 1977 w Baltimore) – amerykański koszykarz występujący na pozycji rzucającego obrońcy.

## Osiągnięcia
College
- Zawodnik Roku National Junior College (1998)[1]
- Zaliczony do[1]:
  - II składu Big East (1999)
  - III składu Big East (2000)

Drużynowe
- Mistrz[1]:
  - EuroChallenge (2007)[2]
  - Włoch (2004, 2008, 2012)[2]
  - Turcji (2009)
- Wicemistrz:
  - Turcji (2010)
  - Francji (2014)
- Zdobywca[1]:
  - pucharu:
    - Turcji (2009)
    - Włoch (2012)
    - Prezydenta Turcji (2009, 2010)

  - superpucharu Włoch (2004, 2007, 2011)
- Finalista pucharu Włoch (2003)

Indywidualne
- MVP:
  - finałów mistrzostw Turcji (2009)
  - miesiąca Euroligi (luty 2008)[1]
  - tygodnia Euroligi (2 – 2010/11)[1]
- Zaliczony do II składu Euroligi (2008)[1]
- Uczestnik meczu gwiazd ligi[2]:
  - włoskiej (2003)
  - tureckiej (2009)